# Anže Mravlja
Anže Mravlja, slovenski alpski smučar, * 23. marec 1987. 
Mravlja je bil član Smučarskega kluba Tržič. Nastopil je na svetovnih mladinskih prvenstvih v letih 2006 in 2007, ko je dosegel svojo najboljšo uvrstitev z devetim mestom v slalomu. V svetovnem pokalu je nastopil na treh tekmah za Pokal Vitranc v Kranjski Gori v letih 2009 in 2010, dvakrat v slalomu in enkrat v veleslalomu. Ni se mu uspelo uvrstiti med dobitnike točk.